# 2020年東京パラリンピックのモザンビーク選手団
2020年東京パラリンピックのモザンビーク選手団は、2021年8月24日から9月5日まで日本の東京で開催された2020年東京パラリンピックモザンビーク選手団の名簿。

## 選手団
- 人員: 選手 2人
- 開会式旗手: イラリオ・チャヴェラ、エドミルサ・ゴヴェルノ

## 種目別選手・スタッフ名簿及び成績

### 陸上
| 選手                   | 種目           | 予選      | 予選       | 決勝     | 決勝     |
| 選手                   | 種目           | 結果      | 順位       | 結果     | 順位     |
| ---------------------- | -------------- | --------- | ---------- | -------- | -------- |
| イラリオ・チャヴェラ   | 男子400m T13   | 53秒02 PB | 13位 (7着) | 予選敗退 | 予選敗退 |
| イラリオ・チャヴェラ   | 男子走幅跳 T13 | -         | -          | 5.18m    | 7位      |
| エドミルサ・ゴヴェルノ | 女子100m T13   | 12秒71 PB | 12位 (6着) | 予選敗退 | 予選敗退 |
| エドミルサ・ゴヴェルノ | 女子400m T13   | 55秒50 AR | 1位 (1着)  | 57秒68   | 6位      |